# ژیرچه
ژیرچه (به صربی: Žirče) یک منطقهٔ مسکونی در صربستان است که در توتین، صربستان واقع شده‌است. ژیرچه ۳۷۰ نفر جمعیت دارد.